# Мясная лавка со святым семейством, раздающим милостыню
«Мясная лавка со святым семейством, раздающим милостыню», или «Мясная лавка», — аллегорический натюрморт голландского художника Питера Артсена, написанный в 1551 году. Картина сочетает в себе черты бытового жанра и религиозного искусства и, в соответствии с живописной традицией золотого века голландского натюрморта, наполнена глубоким символизмом.

## Создание

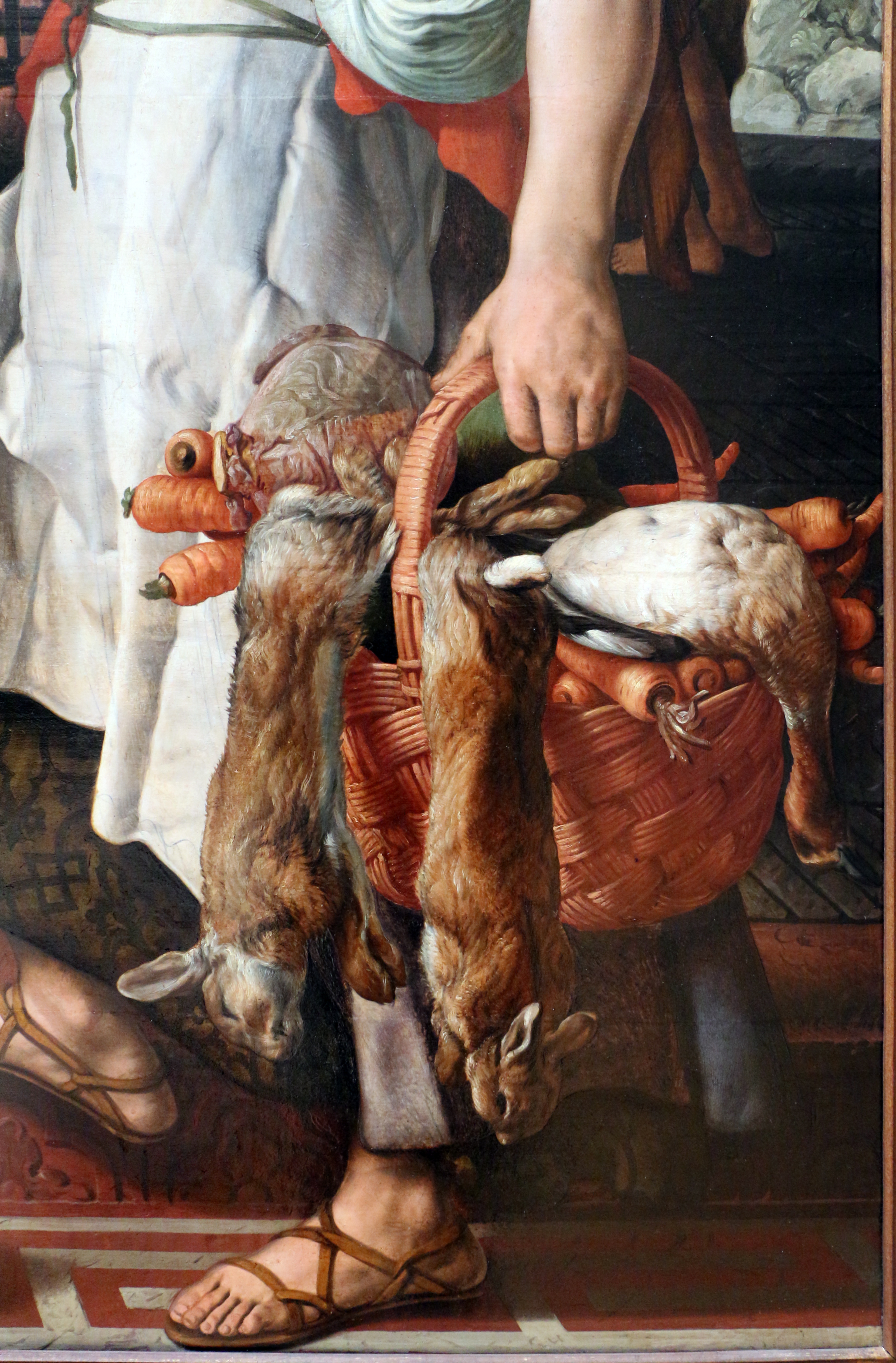
«Христос в доме Марфы и Марии», 1559 (фрагмент)

Питер Артсен (1508—1575) считается одним из виднейших представителей Северного Возрождения и, в частности, северного маньеризма, характеризующегося высокой степенью натуралистичности и детализации. Артсен считается одним из первооткрывателей как натюрморта, так и бытовой живописи; особенно примечательно, что на некоторых его картинах, в том числе «Мясной лавке», сочетаются оба эти жанра. В творчестве художника отразилось становление натюрморта, до того не существовавшего в качестве самостоятельного жанра и, как и пейзаж, использовавшегося как фоновое дополнение к картинам, содержащим фигуры. «Мясная лавка» представляет собой характерное для зрелого периода творчества Артсена сочетание натюрморта, занимающего основное пространство картины, и бытовых и религиозных сцен, вынесенных на задний план. Символизм, пронизывающий все планы картины, соединяет их в одно целое и раскрывает смысл картины.
Раннее творчество Питера Артсена было связано с созданием преимущественно религиозных картин и заказных церковных алтарей. Однако с распространением Реформации в Нидерландах начался период иконоборчества и многие творения Артсена были уничтожены. Это заставило художника изменить манеру творчества. В зрелых картинах Артсена всё большее внимание уделено крестьянам и торговцам, красочные детали натюрморта или бытовой сцены занимают передний план, привлекая внимание, в то время как религиозные образы и отсылки намеренно вынесены художником на второй план. Помимо «Мясной лавки», к категории полотен с такой композицией можно отнести картину «Христос в доме Марфы и Марии».

## Описание
Весь передний план картины занимает прилавок с разнообразными продуктами, написанными с необычайным реализмом: мясом, ветчиной, салом, колбасами, окороками, копчёной рыбой, свиной и говяжьей головой, маслом, молоком, битой птицей и другими. Задний план картины разделен на две части; в правой мужчина, вероятно, трактирщик, набирает воду из колодца в кувшин (или разбавляет водой вино), позади него в помещении видна компания людей — двое мужчин и две женщины, обсуждающие что-то за столом.
В левой части виден пейзаж с уходящей вдаль дорогой и едущей процессией, в которой можно узнать святое семейство — Марию с младенцем, едущую на осле и подающую хлеб нищей девочке, и Иосифа, наблюдающего за этим. Эта сцена иллюстрирует новозаветный сюжет о бегстве святого семейства в Египет. Одежда всех изображённых, а также обстановка, предметы быта и здание на заднем плане в левом углу современны автору, что типично для религиозной и исторической живописи XVI века.

## Символы и трактовка

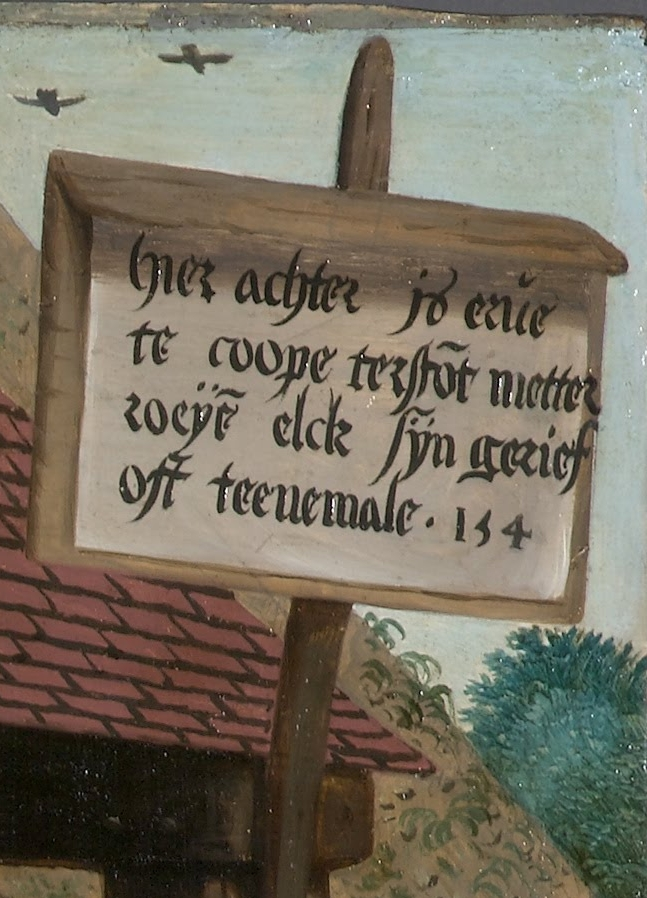
Надпись о продаже земли на фламандском, Мясная лавка (фрагмент)

Художественный метод, использованный Артсеном, называют «перевёрнутым натюрмортом» — второстепенное, привлекающее внимание зрителя изобилие продуктов вынесено на первый план, в то время как глубокий религиозный сюжет скрывается на заднем плане и занимает несравнимо мало места в общей композиции полотна. В этом, вероятно, скрыт основной посыл картины — сатира художника на современное ему общество, слишком занятое мирской стороной жизни и мало внимания уделяющее истинным христианским ценностям (противопоставление «пищи телесной» и «пищи духовной»).
Помимо этого, картина наполнена сложной символикой:
- устрицы — символ похоти, плотского греха;
- рыбы — ранний символ Христа (Ихтис), перекрещенные образуют крест, что также отсылает к христианству;
- повешенная туша быка на заднем плане — вероятно, символ распятия, визуально напоминающий картину «Забитый бык» Рембрандта;
- сцена в таверне может изображать как сюжет о блудном сыне, так и просто компанию отдыхающих в компании проституток;
- рукописная табличка в правом верхнем углу содержит надпись о продаже земли — отражение событий 1551 года в Антверпене, связанных с продажей городом излишков земли застройщику, чья деятельность привела к волнениям в народе[7].

## Копии
Картина принадлежит Художественному музею Северной Каролины, но существуют минимум три копии «Мясной лавки», выполненных в мастерской художника, что указывает на её значительную популярность в то время. Копии отличаются от оригинала в незначительных деталях, а также размером:
- оригинал в Художественном музее Северной Каролины (115 см × 165 см)[8];
- копия в музее Уппсальского университета (123 см × 167 см)[9];
- копия в Фонде Банко Сантандера (111 см × 165 см)[10];
- копия в Боннефантен-музее (151 см × 202 см)[11].